# 雄志会
雄志会（ゆうしかい）は、民主党のグループ。通称、平野グループ。

## 概要
平野博文元内閣官房長官に近い衆議院議員を中心として、2010年12月14日に結成され、2011年1月25日の会合において政治団体の設立の届出をしたことが報告された。その後、平野は次期民主党代表選挙への出馬を検討し、8月25日の事前説明会にも出席したが、結局代表選には出馬しなかった。
第45回衆議院議員総選挙で初当選した新人議員が多く、その多くは北辰会との掛け持ちであった。その一方で、平野が鳩山グループ出身であり、鳩山由紀夫元内閣総理大臣・民主党最高顧問が相談役であることから、鳩山からの一定の影響力があるとされた。
同代表選後の党役員人事では平野が国会対策委員長に就任した。12月30日の新党きづなの結成にあたり、グループから小林正枝、斎藤恭紀、中後淳、渡辺義彦ら4名が民主党からの離党を表明し、後に除籍された。2012年1月13日に発足した野田第1次改造内閣では平野が文部科学大臣に任命され、松原仁が国家公安委員会委員長・消費者及び食品安全担当大臣として初入閣した。6月の消費増税法案の衆院採決ではグループ若手の大半が造反し、後に国民の生活が第一などへ合流したことで除籍された。12月の第46回衆議院議員総選挙では松原と奥野総一郎以外が落選し、議員グループとして消滅した。

## 所属していた国会議員一覧
計23名。

### 役員
| 会長     | 相談役     | 副会長 | 幹事長   |
| -------- | ---------- | ------ | -------- |
| 平野博文 | 鳩山由紀夫 | 松原仁 | 小泉俊明 |

### 衆議院議員
立憲民主党
- 奥野総一郎[注 5]（6回、千葉9区）

無所属
- 松原仁[注 3]（9回、東京26区）

### 元衆議院議員
民進党
- 高野守（1回、比例北関東・茨城4区）
- 道休誠一郎（1回、比例九州・宮崎2区）
- 松岡広隆（1回、比例近畿）
- 柳田和己（1回、比例北関東・茨城7区）

希望の党
- 小泉俊明[注 4]（3回、茨城3区）
- 畑浩治[注 6]（2回、比例東北・岩手2区）
- 石津政雄[注 7]（1回、茨城2区）
- 高松和夫[注 8]（1回、比例東北）

立憲民主党
- 平野博文[注 9]（7回、大阪11区）
- 萩原仁[注 10]（1回、大阪2区）

自由民主党
- 熊田篤嗣[注 11]（1回、大阪1区）

その他
- 石山敬貴（1回、宮城4区）
- 大谷啓[注 12]（1回、大阪15区）
- 加藤学[注 13]（1回、長野5区）
- 川口浩[注 14]（1回、比例北関東）
- 熊谷貞俊[注 15]（1回、比例近畿）
- 小林正枝[注 16]（1回、比例東海）
- 斎藤恭紀[注 17]（1回、宮城2区）
- 中後淳[注 18]（1回、比例南関東・千葉12区）
- 橋本勉[注 19]（1回、比例東海・岐阜2区）
- 渡辺義彦[注 20]（1回、比例近畿）

## 政治資金収支報告書の記載
| 年                 | 本年収入額  | 備考  |
| ------------------ | ----------- | ----- |
| 2011年（平成23年） | 478万0133円 | [ 4 ] |